# 가와고에시역
가와고에시역(일본어: 川越市駅)은 일본 사이타마현 가와고에시에 있는 철도역이다.

## 타는 곳
| 1·2 | ■ 도조 본선 | 사카도·신린코엔·오가와마치 방면                                                                                               |
| 3·4 | ■ 도조 본선 | 가와고에·시키·와코 시·이케부쿠로 방면 ○ 지하철 유라쿠초 선 나가타초·신키바 방면 ○ 지하철 후쿠토신 선 신주쿠 3초메·시부야 방면 |

## 역세권 정보
- 가와고에 성
- 가와고에 시청
- 혼카와고에 역(세이부 철도 신주쿠 선)

## 인접역
| 도부 철도 ■ 도조 본선    | 도부 철도 ■ 도조 본선           | 도부 철도 ■ 도조 본선        |
| ------------------------ | ------------------------------- | ---------------------------- |
| 가와고에 이케부쿠로 방면 | ■ TJ 라이너 ■쾌속 급행          | 사카도 오가와마치 방면       |
| 가와고에 이케부쿠로 방면 | ■ 급행 ■통근 급행 ■ 준급 ■ 보통 | 가스미가세키 오가와마치 방면 |